# Elisabeth Waldo
Elisabeth Waldo (Tacoma, Washington, 18 de junio de 1918) es una actriz, violinista, compositora, director de orquesta y etnomusicóloga estadounidense. Es la actriz más longeva viva y una de las últimas sobrevivientes de la Época de Oro de Hollywood.

## Biografía

### Familia
Elisabeth Ann Waldo nació el 18 de junio de 1918 en Tacoma, Washington, hija de Jane Althea Blodgett, cantante formada en el Conservatorio de Música de Boston, y de Benjamin Franklin Waldo, descendiente de Ralph Waldo Emerson. Ella y su hermana pequeña, la actriz Janet Waldo, se criaron en Yakima.
Se casó con Carl Schaefer Dentzel, hijo de Edward P. Dentzel, concejal y alcalde de Beverly Hills, y de la Sra. Emma P. Dentzel, cofundadora del sistema de parques de Beverly Hills. Waldo y su marido compartían el amor por la cultura y los artefactos asiáticos y nativos americanos, y él fue director del Museo del Suroeste de Los Ángeles. La pareja tuvo dos hijos, Dana y Paul.[cita requerida]

### Primeros años y carrera
Waldo creció en el rancho de su familia, al borde de la reserva india Yakama, en el estado de Washington. Empezó a cantar a los tres años y a tocar el violín a los cinco. El violinista de origen ruso Jascha Heifetz la oyó tocar y la ayudó a conseguir una beca para el Instituto de Música Curtis de Filadelfia, donde recibió su educación musical.
En 1940, el director de orquesta Leopold Stokowski invitó a Waldo a formar parte de la recién creada All-American Youth Orchestra, que realizó una gira por América del Sur en 1940 y otra por Norteamérica en 1941, antes de disolverse cuando Estados Unidos entró en la Segunda Guerra Mundial. Fue durante estas giras cuando Waldo se interesó por la arqueología musical y comenzó a coleccionar instrumentos precolombinos.
Tras su paso por la All-American Youth Orchestra, Waldo se estableció en el sur de California, donde tocó como primer violín con la Orquesta Filarmónica de Los Ángeles durante una temporada. Regresó a Latinoamérica como solista y actuó en Panamá, Costa Rica, Colombia, Perú, Chile, Cuba y México antes de fijar su residencia en Ciudad de México, donde era habitual en la nueva cadena de radio nacional. Mientras vivió allí, colaboró frecuentemente con el cantante Agustín Lara y apareció como violinista en la película de 1945 Song of México; esta aparición en el cine convierte a Waldo en una de las últimas actrices sobrevivientes de la Época de Oro de Hollywood. También entabló amistad con el muralista Diego Rivera, con quien compartía el interés por la música precolombina y maya. Rivera le sugirió que desarrollara su propio sistema de notación musical jeroglífica para trabajar con instrumentos precolombinos, con el fin de enseñar a otros a tocarlos.
En 1954-55, tocó el violín para la soprano peruana-estadounidense Yma Sumac. La música de Sumac fusionaba canciones populares andinas con ritmos caribeños, jazz de big band y canto operístico, y su elaborado espectáculo escénico se ajustaba a los gustos "exóticos" de los clientes de locales de Hollywood y Las Vegas, a la vez que cumplía las normas de calidad para presentarse en las salas de conciertos más prestigiosas de Norteamérica y Europa. Al tiempo que desplegaba su talento como solista en la orquesta, Waldo consideraba su trabajo con el espectáculo itinerante de Sumac como parte de su investigación sobre la música latinoamericana.
Trabajando con arreglistas como Les Baxter y Billy May, Sumac ayudó a definir la música que se conocería como exótica. Inspirada por el tiempo que pasó con Sumac, Waldo regresó a Los Ángeles y formó un conjunto que utilizaba instrumentos nativos de Norteamérica, Sudamérica y Mesoamérica para tocar sus propias composiciones originales.

## Grabación y carrera posterior
Waldo fue una de las primeras en llevar muchos instrumentos precolombinos a un estudio de grabación para sus álbumes Maracatu (1959), Rites of the Pagan (1960) y Realm of the Incas (1961). Aunque se basaban en sus investigaciones sobre la música indígena, los álbumes no se parecían a las grabaciones de campo de música nativa americana producidas por los etnomusicólogos de la época: se hicieron en estudio utilizando las técnicas más avanzadas de grabación de alta fidelidad y estéreo, y todas las composiciones eran de Waldo. Por estas razones, sus discos no se considerarían más tarde "músicas del mundo", sino "música new age" y luego "exotica".
Waldo fue contratada para componer música original para un desfile de los Santos de los Últimos Días, People of the Book, inspirado en el Libro de Mormón. El espectáculo actuó cuatro veces en el Starlight Bowl en octubre de 1967 y se reestrenó en tres ocasiones en Salt Lake City, Ogden y Provo (Utah), donde la música de Waldo recibió los mayores elogios, como en un artículo del Daily Universe: "la experiencia sonora hizo que mereciera la pena asistir a esta producción".
Waldo empezó a componer bandas sonoras para películas a principios de los años setenta. En la década de 1980 se interesó por la música de China y formó un conjunto que ayudó a introducir la música y la danza chinas para el Distrito Escolar Unificado de Los Ángeles. El grupo viajó varias veces a China en el marco de una diplomacia cultural con varios conservatorios chinos. Durante su estancia allí, Waldo interpretó su "Concierto Indo-Americano" con la Orquesta Sinfónica de Xian. En 1987, fundó el New Mission Theatre, un local de 150 localidades para uso de la Multi-Cultural Music and Art Foundation de Northridge (un barrio de la región de San Fernando Valley de la ciudad de Los Ángeles).

## Discografía

### Álbumes
- Maracatu (Barbary Coast Records #33022, 1959)
- Rites of the Pagan (GNP Crescendo #601, 1960)
- Realm of the Incas (GNP Crescendo #603, 1961)
- People of the Book (Artisan Sound Recordings, 1967)
- Viva California with the St. Charles Choir (Peer Southern Organization #002, 1969)
- Sacred Rites (CD compiling tracks from her 1960 and 1961 LPs, GNP Crescendo #2225, 1994)
- Land of Golden Dreams (Southwinds Records #059, 2004)
- Heartstrings Soul of the Americas (CD Baby, 2008)[13]

### Sencillos
- "Making Chi-Cha"/"Balsa Boat" (GNP Crescendo, 1962)

### Bandas sonoras
- Chac: Dios de la lluvia (1975)
- Lost on Paradise Island (1975)